# Ленгенфельд-гассе (станція метро)
48°11′04″ пн. ш. 16°20′04″ сх. д. / 48.1845° пн. ш. 16.3344° сх. д.
«Ленгенфельд-гассе» (нім. Längenfeldgasse) — станція Віденського метрополітену, розміщена на лінії U4 між станціями «Майдлінг-Гаупт-штрасе» і «Маргаретен-гюртель» та на лінії U6 між станціями «Гумпендорфер-штрасе» і «Нідергоф-штрасе».